# إيغل روك

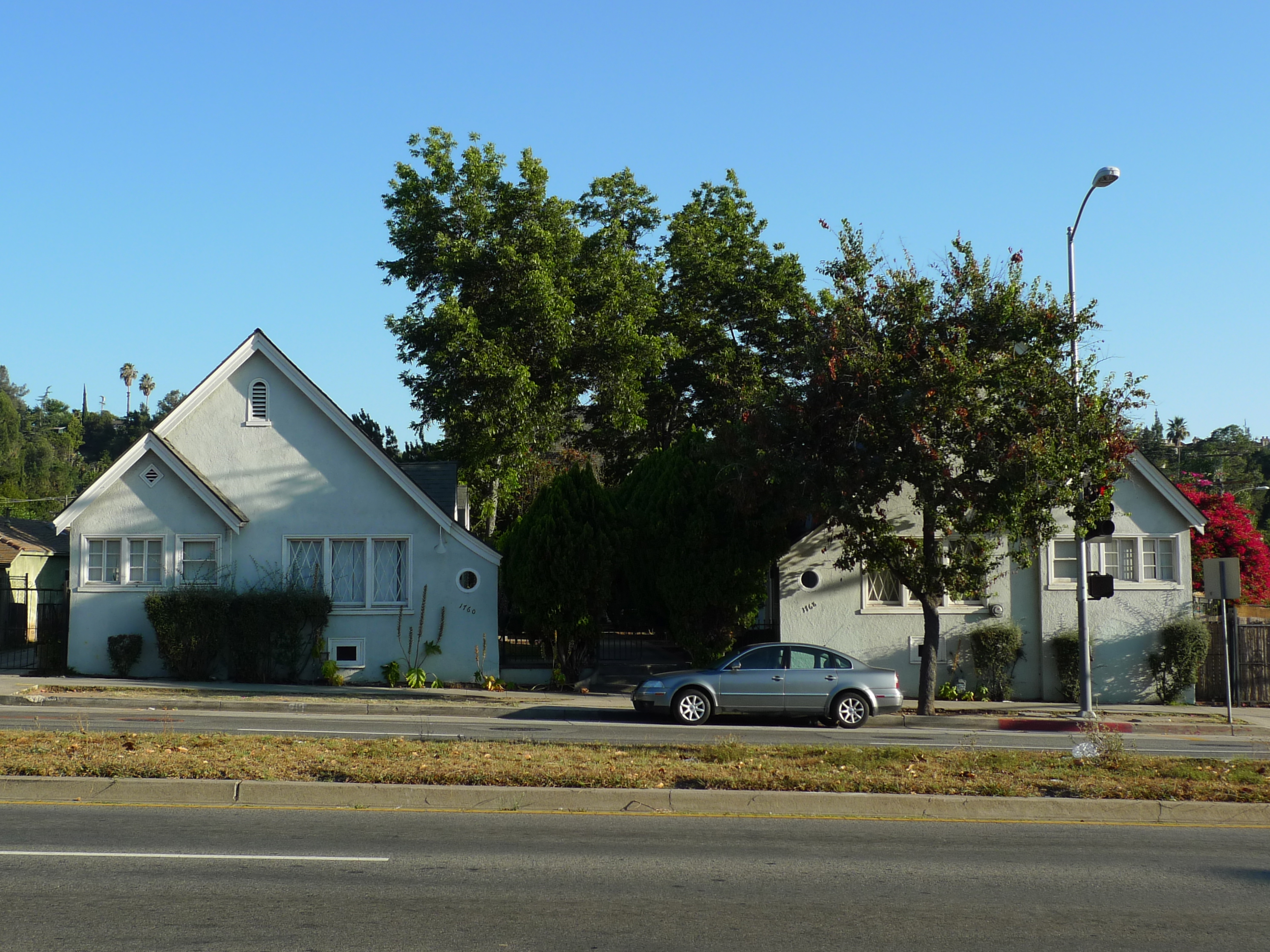
صورة ل احد المنازل في الحي السكني

إيغل روك (بالإنجليزية: Eagle Rock)‏ بمعنى «صخرة النسر» هو حي سكني يقع شمال شرق لوس أنجلوس، كاليفورنيا في الولايات المتحدة. جاءت التسمية لوجود صخرة كبيرة بارزة تشبه نسراً بجناحيه الممدودتين.
وفقا ل «لوس أنجلوس لرسم الخرائط» من لوس أنجلوس تايمز، فإن دخل إيغل روك المتوسط (بمقاييس 2008) هو 67,253 دولار، والتي تعتبر أعلى من متوسط دخل لمدينة لوس أنجلوس وحوالي متوسط دخل في مقاطعة لوس أنجلوس. تأسست إيغل روك كمدينة في عام 1911، وتم ضم المنطقة إلى مدينة لوس أنجلوس في عام 1923. تحدها مدينة غليندال في الشمال والغرب، هايلاند بارك في الجنوب الشرقي، غلاسيل بارك في الجنوب الغربي ومدن باسادينا وساوث باسادينا في الشرق. وتشمل الطرق الرئيسية جادة إيغل روك وشارع كولورادو، مع شارع فيغيروا على طول الحدود الشرقية. تعبر الطرق السريعة وغليندال فنتورا على طول حواف المنطقة الغربية والشمالية، على التوالي.

## التسمية
توجد صخرة ضخمة على حدود المنطقة الشمالية للحيّ بها بروز، تلقي بظلالها على شكل طائر في أوقات معينة من النهار، ومنها أتى اسم الحي.

## التاريخ
سكان الحي يتشكلون من مجموعة واسعة من الجماعات العرقية والاجتماعية والاقتصادية والطبقات الإبداعية. وعلى مدى العقد الماضي شهد الحي العديد من التحسينات، وانتقلت المهنيون الشباب في المناطق الحضرية من الأحياء القريبة مثل لوس فيليز وسيلفر ليك. وكان مركزا لفناني وكتاب الثقافة المضادة منذ العشرينات. وكانت البلدة معروفة خلال أواخر الخمسينات وحتى السبعينات بثقافة الهوت رود الكبيرة.
إيغل روك هي أيضا موقع كلية اوكسيدنتال، التي صممها المهندس المعماري الشهير مايرون هانت والتي تأسست في عام 1887. والحي هو موطن لكثير من المنازل التاريخية وذات الأهمية المعمارية، ووبناها العديد بالطراز الحرفي،  والجورجي، والحديث المبسط،  آرت ديكو وأساليب إحياء البعثة.

## أعلام
- فرجينيا ويدلر
- شون د. تاكر
- تيري جينينغز
- ويتني بليك